# Passentin
Passentin ist ein Ortsteil der Stadt Penzlin im Landkreis Mecklenburgische Seenplatte in Mecklenburg-Vorpommern (Deutschland). Bis zum 1. Januar 2012 gehörte Passentin zur Gemeinde Mallin.

## Geografie
Die Ortschaft Passentin liegt westlich des Tollensesees. Nahe dem Ort fließt der Aalbach, ein linker Nebenfluss der Tollense. Unweit südlich der Ortschaft liegt der Malliner See. Die Stadt Penzlin ist acht Kilometer von Passentin entfernt, das Zentrum der Kreisstadt Neubrandenburg etwa zehn Kilometer.

## Geschichte
Der Name des Ortes lässt sich vom slawischen Wort pacetin (= stark) herleiten und könnte damit auf die Burgwälle in der Nähe Passentins hinweisen. Eine andere Möglichkeit wäre die Ableitung vom altslawischen Lokator  Pačuta oder Pačęta, also "Ort des Pačuta/Pačęta".
Seit dem 1. Januar 2012 gehört Passentin, welches zur vormals eigenständigen Gemeinde Mallin gehörte, zur Stadt Penzlin.

## Kultur und Sehenswürdigkeiten
- Fachwerkkapelle in Passentin

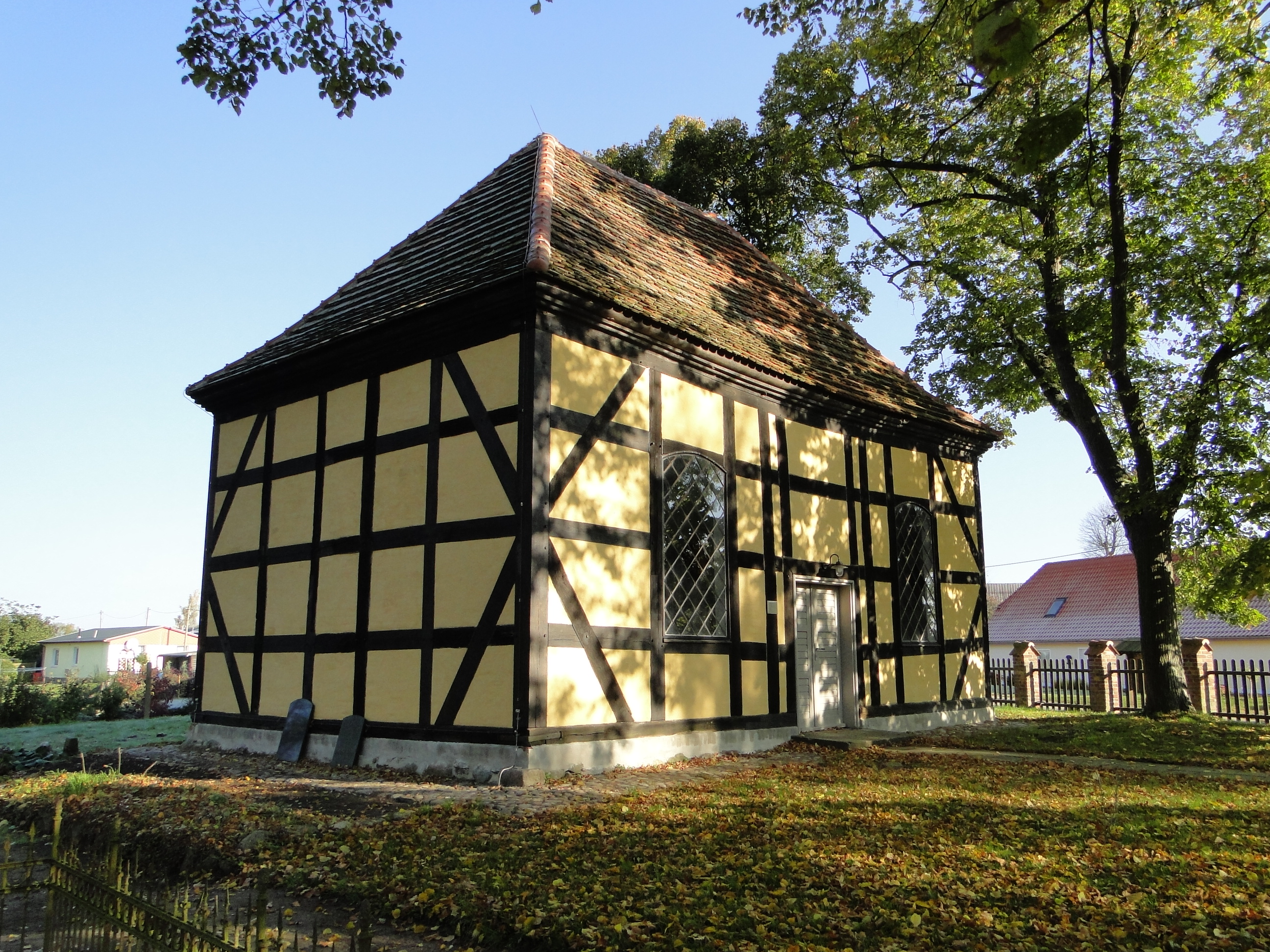
Kapelle Passentin

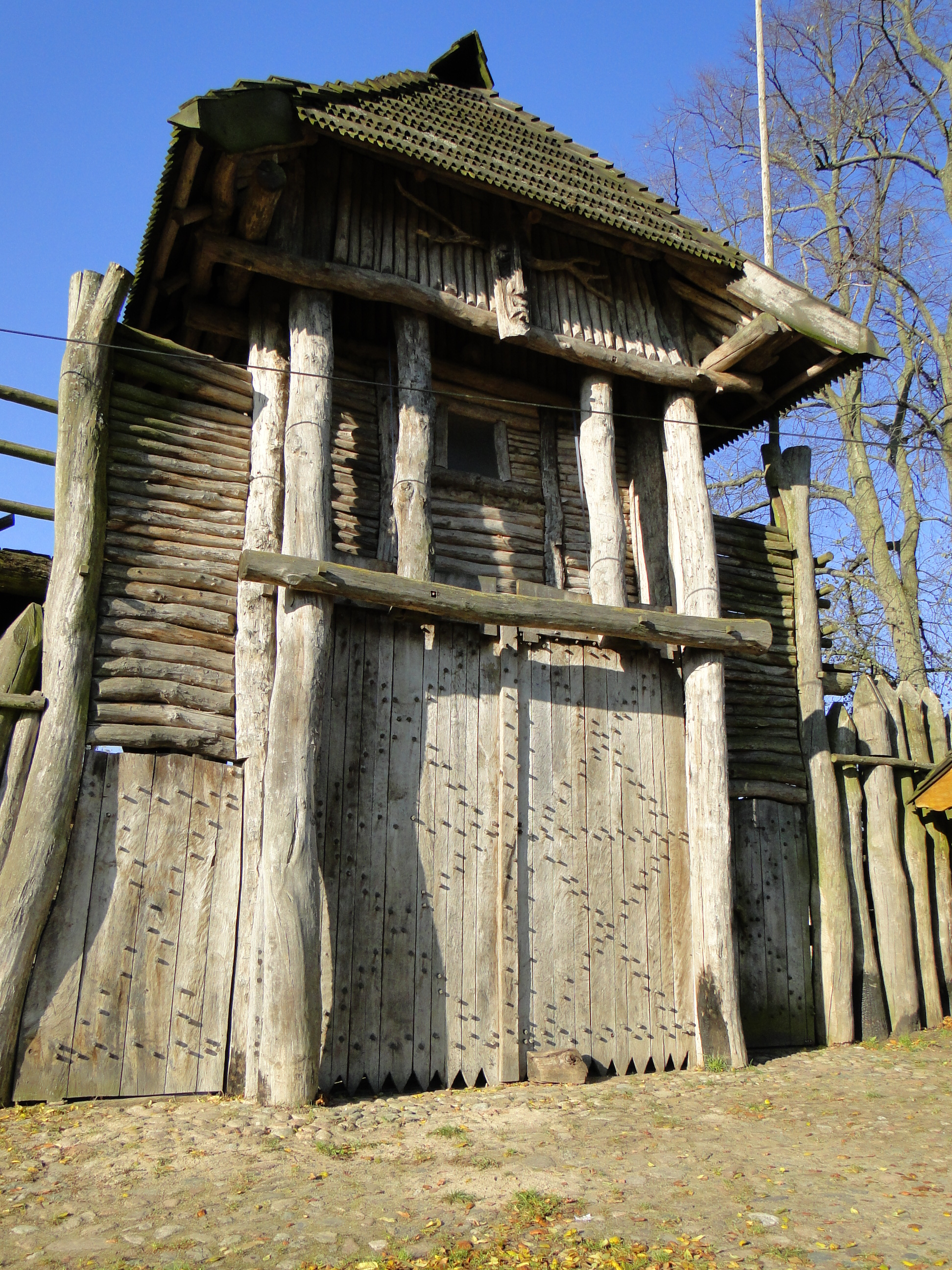
Slawendorf Passentin

- Geschichtserlebnisort Slawendorf Passentin[3]

### Vereine
- Förderverein Slawendorf Passentin e. V.

### Regelmäßige Veranstaltungen
- Osterfeuer
- Jutrofest im Slawendorf
- Parkfest
- Erntefest

### Verkehrsanbindung
Passentin liegt unweit der Bundesstraße 192 von Neubrandenburg nach Waren (Müritz). Der nächste größere Bahnhof befindet sich in Neubrandenburg.

## Persönlichkeiten
- Dorothee Rätsch (* 1940), deutsche Bildhauerin, Atelier in Passentin